# University Park (Florida)
University Park è un census-designated place degli Stati Uniti d'America situato nella parte centrale della contea di Miami-Dade dello Stato della Florida.
Secondo le stime del 2010, la città ha una popolazione di 26.538 abitanti su una superficie di 10,60 km².